# Awerki Borissowitsch Aristow

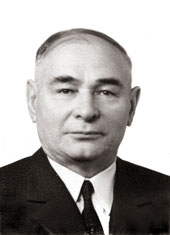
Awerki Borissowitsch Aristow

Awerki Borissowitsch Aristow (russisch Аверкий Борисович Аристов; * 22. Oktoberjul. / 4. November 1903greg. in Krasny Jar, Gouvernement Astrachan, Russisches Kaiserreich, heute Oblast Astrachan, Russland; † 11. Juli 1973 in Wien) war sowjetischer Politiker und Diplomat.

## Biografie

### Frühe Jahre
Aristow war der Sohn eines Fischers. Er arbeitete von 1912 bis 1919 als Fischer. 1919 wurde er Mitglied des Komsomol und 1921 Mitglied der Kommunistischen Partei der Sowjetunion (KPdSU). Er beteiligt sich an der Gründung des Russischen Kommunistischen Jugendbundes. 1922 war er Sekretär im Kreiskomitee des Komsomol des Gouvernements Astrachan. Er studierte 1922 bis 1925 in Astrachan und Kasan. Von 1925 bis 1926 diente er in der Roten Armee und war Parteisekretär eines Regiments. Von 1927 an arbeitete er zunächst im Astrachaner Kreiskomitee für Propaganda und Organisation. 1928 bis 1932 studierte er erneut, nun am Polytechnischen Institut in Leningrad, wurde Hütteningenieur und er arbeitete in der Fabrik Centrolit in Leningrad. Ab 1934 war er Dozent für wissenschaftlich-pädagogische Fragen am Industrie-Institut in Leningrad, später am Kirow-Industrie-Institut in Swerdlowsk.

### Aufstieg
1940, nach den Stalinistischen Säuberungen, setzte sich Aristows Aufstieg rapide fort: Von 1940 bis 1943 als Sekretär des KP-Gebietskomitees Swerdlowsk, 1943 bis 1944 als Sekretär des KP-Gebietskomitees Kemerowo, 1944 bis 1950 als Erster Sekretär des KP-Komitees von Krasnojarsk und 1950 bis 1952 als Erster Sekretär des KP-Gebietskomitees Tscheljabinsk. Von 1946 bis 1962 war er auch Deputierter im Obersten Sowjet der UdSSR.

### Im Zentrum der Macht
Es folgte sein Aufstieg in das Machtzentrum der Partei. 1952 wurde er Mitglied des Zentralkomitees der KPdSU und von 1952 bis 1953 war er Sekretär des Zentralkomitees und zugleich auch Vollmitglied im höchsten politischen Gremium der UdSSR, dem Präsidium (davor Politbüro) der Kommunistischen Partei der Sowjetunion (KPdSU). Das Präsidium wurde 1952 durch Stalin von 12 auf 24 Mitglieder erheblich vergrößert und nach seinem Tode wieder auf acht Mitglieder reduziert. Durch diese Reduzierung verlor auch Aristow zunächst seine Mitgliedschaft im Präsidium.
Von 1953 bis 1955 war Aristow in der Parteiführung des Kraj Chabarowsk tätig. Er war dann vom 12. Juli 1955 bis zum  4. Mai 1960 erneut Sekretär des Zentralkomitees der KPdSU und von 1957 bis 1961 erneut Vollmitglied des Präsidiums. In dieser Phase unterstützte er weitgehend Nikita Chruschtschow in seinen Bemühungen zur Entstalinisierung. Er hatte auch 1957 Verhandlungen mit der KP-Führung während der Krise in der CSSR in Prag zu führen. Im Präsidium war er ansonsten für Landwirtschaftsfragen zuständig.

### Machtverlust
1960 verlor er seinen Posten als ZK-Sekretär um, wie es lautete, sich auf seine Aufgaben im Büro des Zentralkomitees für die Angelegenheiten der Russischen SFSR zu „konzentrieren“. Diese Aufgabe verlor er, nun in Ungnade gefallen, 1961 an das neue Präsidiumsmitglied Gennadi Woronow. Es war die Zeit, in der sich Leonid Breschnew mehr und mehr im Präsidium durchsetzte. Die auch Aristow zur Last gelegten Mängel in der Landwirtschaft und ein allgemeiner Wunsch der Parteiführung nach personellen Veränderungen (Regeln von 1960 zur Erneuerung der Führung) führten zu seiner  Entmachtung.
Er wurde ab Februar 1961 Botschafter in Polen und verlor auf dem XXII. Parteikongress der KPdSU im Oktober 1961 endgültig seine Mitgliedschaft im Präsidium des ZK.

1971 wurde er Botschafter in Österreich.
Er wurde begraben auf dem Nowodewitschi-Friedhof in Moskau.

## Ehrungen
- Leninorden, drei Mal
- Orden des Roten Banners der Arbeit, drei Mal
- Orden des Roten Sterns